# Arne Jensen (statistiker)
 For alternative betydninger, se Arne Jensen. (Se også artikler, som begynder med Arne Jensen)
Arne Jensen (født 16. februar 1920 i Vordingborg, død 11. november 2008 samme sted) var en dansk statistiker. Jensen tog kandidateksamen som aktuar i 1944 og erhvervede i 1954 doktorgraden på en afhandling, som sammenkædede sandsynlighedsregning og beslutningsteori. Han var i årene 1963-1990 professor i matematisk statistik og operationsanalyse ved Danmarks Tekniske Højskole, det nuværende DTU. Jensen er især kendt for sin indsats inden for operationsanalyse, som han introducerede i Danmark, og inden for teletrafikteori.
Jensen var søn af skræddermester Alfred Marius Jensen (1888–1921) og Anna Matilde Klenke (1895-1988). Han blev født i Vordingborg i 1920. Jensen var student fra Rungsted Statsskole og blev cand.act. i 1944. Han arbejdede som aktuar i KTAS 1945-1963. Her videreførte han A.K. Erlangs arbejde med at bruge sandsynlighedsregning og operationsanalyse til at dimensionere telefoncentraler og ledningsnet.
Jensen var professor i matematisk statistik og operationsanalyse ved Danmarks Tekniske Højskole (DTH) fra 1963 til 1990. Han grundlagde Institut for matematisk statistik og operationsanalyse ved DTH.
Han videreudviklede også teorien for vurderingen af stormflodsrisici og brugte teorien til at dimensionere diget ved Sønder Limfjordstange. Han arbejdede også med vurdering af risikoen ved skibssammenstød i Øresund og risikoen for påsejlning af Storebæltsbroen, samt med fremtidsforskning.
Jensen var medlem af præsidiet for Akademiet for Fremtidsforskning 1977-1991. Han var endvidere medlem af International Statistical Institute og Akademiet for de Tekniske Videnskaber. Fra 1971 til 1974 var han præsident for International Federation of Operational Research Societies.
Han var gift med Gertrud Borchsenius (1923-1953) fra 1946 til hendes død og gift igen med Anne Marie Bundgaard (1931-1978) i 1960.
Arne Jensen var ridder af Dannebrogordenen.